# 22. Unterseebootsflottille
De 22. Unterseebootsflottille was een opleidingseenheid van de Duitse Kriegsmarine. De eenheid werd in januari 1941 opgericht en kwam onder leiding te staan van Wilhelm Ambrosius.
46 U-Boten maakten tijdens het bestaan van de eenheid deel uit van de 22. Unterseebootsflottille. De eenheid was de meeste tijd van haar bestaan gevestigd in Gotenhafen. In februari 1945 werd de eenheid vanwege het oprukkende Rode Leger naar het Duitse Wilhelmshaven overgeplaatst. Tijdens de opleiding werd de bemanningsleden de basisvaardigheden aangeleerd. De eenheid voerde tussen juni en augustus 1941 ook enkele operaties uit in de Oostzee. Zes U-boten, de U 56, U 139, U 140, U 142, U 144 en U 149, waren vrij succesvol. Ze deden drie Sovjetonderzeeërs zinken. Zelf verloren ze één boot, de U 144. Met de overgave van Nazi-Duitsland in mei 1945 werd ook de eenheid officieel opgeheven.

## Commandanten
- Januari 1941 - Januari 1944 - Korvettenkapitän Wilhelm Ambrosius[1]
- Januari 1944 - Juli 1944 - Korvettenkapitän Wolfgang Lüth[1]
- Juli 1944 - Mei 1945 - Korvettenkapitän Heinrich Bleichrodt[1]